# Cleomenes rufobasalis
Cleomenes rufobasalis là một loài bọ cánh cứng trong họ Cerambycidae.